# سياسة ثقافية
السياسة الثقافية هي إجراءات وقوانين وبرامج حكومية تنظّم وتحمي وتشجّع وتدعم ماليًا (وغير ذلك) الأنشطةَ المتعلقة بالفنون والقطاعات الإبداعية كالرسم والنحت والموسيقا والرقص والأدب وصناعة الأفلام وغيرها، بالإضافة إلى الثقافة التي قد تشمل نشاطاتٍ تتعلق باللغة والإرث والتنوّع الثقافي. جاءت فكرة السياسة الثقافية من منظمة اليونسكو في ستينيات القرن العشرين. بشكل عام، تستلزم السياسة الثقافية من الدول أن تضع -في حيّز التنفيذ- عمليات وتصنيفات قانونية وتشريعات ومؤسسات (كالمعارض، والمتاحف، والمكتبات، ودور الأوبرا...إلخ) تنمّي التنوّع الثقافي والتعبيرات المُبدعة في مجال الأشكال الفنية والفعاليات الإبداعية وتسهّلها.
تختلف السياسات الثقافية من دولة لأخرى، ولكنها تهدف بشكل عام إلى إتاحة الفنون والفعاليات الإبداعية للمواطنين وتعزيز التعبيرات الفنية والموسيقية والإثنية والسوسيولغوية والأدبية وغيرها من طرق تعبير جميع أفراد الشعب في الدولة الواحدة. برز -في بعض الدول منذ سبعينيات القرن العشرين- تأكيد على دعم ثقافات السكان الأصليين والمجتمعات المهمّشة وضمان أن الصناعات الثقافية (كصناعة الأفلام والإنتاج التلفزيوني) تجسّد تجسيدًا متكاملًا تنوّع إرث الدولة الثقافي، وتعطي صورةً غنية عن خصائصها العِرقيّة واللغوية.
تطبّق السياسة الثقافية على مستوى الدولة والأمة، أو على المستوى دون الوطني (على سبيل المثال، كما هو الحال في مختلف الولايات الأمريكية والمقاطعات الكندية)، أو على المستوى الإقليمي، أو على مستوى البلديات (كأن تفتتح حكومة المدينة متحفًا أو مركز فنون). يمكن لصناعة السياسة الثقافية على مستوى الدولة والأمة أن تضمّ أي إجراء حكومي كتمويل التربية الموسيقية أو برامج المسرح بتكلفة رمزية، أو استضافة معارض فنية مدعومة على مستوى الشركات الكبرى في متاحف حكومية، أو إنفاذ مدوّنات قانونية (مثل القانون 501 ذي التصنيف الضريبي الذي أقرته دائرة الإيرادات الداخلية الأمريكية بخصوص المشاريع غير الربحيّة)، أو إنشاء مؤسسات سياسية (مثل العديد من وزارات الثقافة وأقسام الثقافة، ومثال ذلك الوقف القومي للفنون في الولايات المتحدة)، أو عقد مجالس المِنح الفنية، أو مؤسسات ثقافية كالمعارض والمتاحف. يُذكر في حالة المملكة المتحدة منظمات بارزة منها وزارة الثقافة والإعلام والرياضة، ومجلس الفنون الإنجليزي.
طوال سنوات القرن العشرين، أُطلقت تسمية «سياسة الفنون» على جميع النشاطات التي تكوّن ما أصبح يُعرف بـ«السياسة الثقافية» في بدايات القرن الواحد والعشرين. تشمل سياسة الفنون التمويل المباشر للفنانين والمبدعين والمؤسسات الفنية والتمويل غير المباشر للفنانين والمؤسسات الفنية عبر النظام الضريبي (على سبيل المثال، من خلال حسم التبرّعات للجمعيات الفنية الخيرية من الضرائب). على أي حال، وكما يبيّن أستاذ العلوم السياسية كيفين مولكاهي، «تستوعب السياسة الثقافية طيفًا أوسع من النشاطات التي تمّ تناولها في إطار سياسة الفنون. ففي حين أنّ سياسة الفنون كانت مقتصرةً على تناول الشؤون الجمالية (مثلًا، تمويل معارض الفن ودور الأوبرا)، تمكن ملاحظة الانتقال المهمّ إلى السياسة الثقافية في تركيزها الواضح على الهوية الثقافية، وزيادة القيمة، والسكان الأصليين وثقافتهم، وتحليلات الديناميات التاريخية (كالهيمنة والكولونيالية)». منذ السبعينيات والثمانينيات من القرن العشرين، وُجِد في البلدان الصناعية الغربية اتجاه عام مثّل تحوّلاً عن قصر الدعم على فئة نخبويّة صغيرة نسبيًا ومؤسسات وصيغ الفن المهنيّة (كالموسيقا الكلاسيكية، والرسم، والنحت، ومعارض الفن) إلى تقديم الدعم أيضًا للفنانين الهُواة والنشاطات المجتمعيّة المبدعة (كالمسرح الشعبي) والصيغ الثقافية التي لم تعتبِرها الأجيال السابقة جزءاً من المرجعية الأدبية الغربية (يُذكر منها، الموسيقا التقليدية مثل البلوز وموسيقا العالم وغيرها).

## التاريخ
قبل القرن العشرين، تمثّلت مصادر الدعم الرئيسة للفنون في الكنيسة والأرستقراطيين، كالملوك والملكات والتجار المقتدرين مادياً. خلال القرن التاسع عشر، طوّر الفنانون من استخدامهم للأسواق الخاصة للحصول على العائدات. على سبيل المثال، نظّم الملحّن بيتهوفين حفلاتٍ موسيقية عامّة توجب على الجمهور فيها دفع رسوم الدخول. خلال القرن العشرين، بدأت الحكومات تضطلع بأدوار الرعاية والدعم لبعض الفنون. كان من أول المساعي التقليدية للدول في مجال دعم الثقافة هو إنشاء الأرشيف والمتاحف والمكتبات. عبر القرن العشرين، أنشأت الحكومات مجموعة متنوّعة من المؤسسات كمجالس الفنون ووزارات الثقافة. بشكل متوقع، دعمت وزارات الثقافة -المنشأة حديثًا- الفنون الرئيسة التي اعتُبرت جزءًا من المرجعية الأدبية الغربية، كالرسم والنحت، والفنون التمثيلية (الموسيقا الكلاسيكية والمسرح).

### سياسة الفنون
في القرن العشرين، طوّرت الحكومات الغربية بالعالم الأول في كل من المملكة المتحدة وكندا وأستراليا ونيوزيلاندا، وطورت العديد من البلدان الأوروبية إجراءات سياسة الفنون لترويج الفنون والفنانين والمؤسسات الفنية ودعمها وحمايتها. على العموم، تميّزت تلك المبادرات الحكومية لسياسة الفنون بهدفين: أولاً تعزيز الأصالة في الفنون، وثانيًا، إتاحة فرص الوصول إلى الفنون لأكبر عدد ممكن من المواطنين. مثال على مبادرة سياسة الفنون التي تدعم الأصالة، يمكن ذِكر برنامج منحة حكومية تقدّم التمويل لأفضل الفنانين في البلاد. قد يكون مثال ذلك، منح جائزة مالية لأفضل كاتب أدب تخيّلي في البلاد، بناءً على ترشيح لجنة مختصة.
على مبادرة سياسة الفنون التي تسعى إلى إتاحة فرص وصول العامّة إلى الفنون، يمكن أن تتمثّل في تعليم التربية الموسيقية في المدارس الحكومية. قد يكون هذا مثلاً برنامجًا حكوميًا يموّل دار أوركسترا أو فرقة جاز لإقامة الحفلات في المدارس الابتدائية. يمكّن هذا الإجراءُ الأطفال الذين ينتمون لعائلات ذات دخل محدود من مشاهدة الحفلات الموسيقية بشكل حيّ مباشر.

## المناهج النظرية
رغم أنّ السياسة الثقافية لا تحظى سوى بميزانية متواضعة، ولو بحساب أكثر الحكومات كرمًا، فهي تنظّم قطاعًا بالغ التعقيد. تستلزم السياسة الثقافية «مجموعة كبيرة متنوّعة متباينة من الأفراد والمنظمات المنخرطة في إبداع الإرث الجمالي وإنتاجه وتقديمه وتوزيعه وحفظه والتثقيف بشأنه، إضافةً إلى نشاطات التسلية ومنتجاتها وأدواتها». تستوعب السياسة الثقافية بالضرورة طيفًا واسعًا من النشاطات، وتضمّ بشكلٍ طبيعي الدعم العام لكلّ من:
- مواقع الإرث الثقافي والمعارك والمواقع التاريخية.
- حدائق الحيوانات والمشاتل وحدائق الأسماك، والمتنزهات.
- المكتبات ومتاحف (الفنون الجميلة، والعلمية، والتاريخية).
- الفنون المرئيّة (الأفلام، والرسم، والنحت، وصناعة الفخّار، وفن العمارة)
- الفنون التعبيرية (السمفونية، وموسيقا الكورال، وموسيقا الحُجرة، والجاز، والهيب هوب، والموسيقا التقليدية، والباليه، والرقص المعاصر ورقص القاعة، والأوبرا، والمسرح الموسيقي، وعروض السيرك، وفِرق الاستعراضات، ومباريات رعاة البقر)[4]
- برامج العلوم الإنسانية العامّة (البث العام، والكتابة الإبداعية، والشعر)

قد تصنّف بعض الحكومات ميادين من المذكورة في القائمة أعلاه ضمن وزارات أو أقسام أخرى. على سبيل المثال، قد تُسند شؤون المتنزهات العامة إلى وزارة البيئة، أو قد يتمّ تفويض العلوم الإنسانية العامة إلى وزارة التربية.
نظراً لأن الثقافة شأنٌ يخصّ الصالح العام (أي أنها تقدم قيمةً عامة للمجتمع ولا يمكن استثناء غير القادرين على الدفع من نشاطاتها، لأن المجتمع بأكمله يستفيد من الفنون والثقافة) فهي شيء يُعدّ سلعاً نفعيّة (كماليّة)، ولهذا سعت الحكومات إلى إنشاء برامج لتعزيز فرص الوصول إلى الفنون. ومن هذا المنطلق، تجب إتاحة الأعمال الجمالية البارزة كالرسومات والمنحوتات للعامّة. بمعنى آخر، ينبغي على «الثقافة العالية» ألا تقتصر على طبقة اجتماعية واحدة أو موقعٍ حضريّ. بل يجب أن تُتاح منافع الجودة الثقافية بشكل متساوٍ، ويجب على الكنوز الثقافية الوطنية أن تكون متاحةً للجميع بصرف النظر عن العوائق الطبقية والتعليمية أو مكان السكن.